# Подземната железница
Подземната железница е наричана мрежата от тайни маршрути и безопасни укрития, използвана през XIX век от афроамериканските роби, за да избягат в свободните щати (САЩ) и Канада с помощта на аболиционисти и други помощници, симпатизиращи на каузата им.
Редица други пътища били организирани към Мексико или към презокеански територии.